# Marš prostovoljcev
Marš prostovoljcev (义勇军进行曲; Yìyǒngjūn Jìnxíngqǔ) je državna himna Ljudske Republike Kitajske, napisana med japonsko-kitajsko vojno v tridesetih in štiridesetih letih 20. stoletja. Napisal jo je scenarist in pesnik Tian Han. Od 1. oktobra 1949 je Marš prostovoljcev kitajska himna, čeprav jo je večkrat, predvsem med kulturno revolucijo nadomestila neuradna himna, hvalnica Mao Cetungu, Vzhod je rdeč (东方红). Po Maovi smrti leta 1978 je bil Marš ponovno vpeljan kot himna LRK, toda z novim besedilom, ki pa se ni uveljavilo med ljudmi, zato ga je Nacionalni ljudski kongres leta 1982 razveljavil in dodal originalno. Zanimivo je, da originalno besedilo ne omenja niti Komunistične partije Kitajske niti Mao Cetunga. Marš prostovoljcev pa je leta 2004 dobil v kitajski ustavi prednostno mesto, takoj za državno zastavo.

## Besedilo (kitajščina)
起来！不愿做奴隶的人们！
 
把我们的血肉，筑成我们新的长城！ 

中华民族到了最危险的时候， 

每个人被迫着发出最后的吼声。 

起来！起来！起来！ 

我们万众一心， 

冒着敌人的炮火，前进！ 

冒着敌人的炮火，前进！ 

前进！前进！进！ 

## Besedilo (slovenščina)
Vstanite!

Vsi vi, ki nočete biti sužnji!

Z lastno krvjo bomo zgradili

nov veliki zid!

Kitajsko ljudstvo je v najbolj kritičnih časih,

vsak se mora braniti za svoj obstoj!

Vstanite!

Vstanite!

Vstanite!

Milijon src že misli eno,

premagajmo nasprotnika, naprej!

Premagajmo nasprotnika, naprej!

Naprej!